# Bardija (król Persji)
Bardija (staropers. 𐎲𐎼𐎮𐎡𐎹; VI wiek p.n.e.) – syn króla Persji Cyrusa z dynastii Achemenidów, młodszy brat Kambyzesa II. Samozwańczy władca Persji. Grecy nazywali go Smerdisem (Σμέρδις).

## Panowanie
Po śmierci Cyrusa w 529 p.n.e. królem Persji został jego syn Kambyzes, Bardija otrzymał zaś panowanie nad wschodnimi prowincjami imperium. 
Według Herodota oraz inskrypcji Dariusza I w Behistunie Kambyzes z nieznanych powodów zamordował swojego młodszego brata (najprawdopodobniej Bardija stał na czele spisku przeciw Kambyzesowi). Według różnych wersji stało się to przed wyprawą Kambyzesa na Egipt w 525 p.n.e., albo już w jej trakcie. Mord był trzymany w sekrecie. 

## Gaumata
Tajemnicze zamordowanie Bardiji wykorzystał medyjski mag Gaumata, który w 522 p.n.e. przejął władzę w Persji podając się za Bardiję. Gdy przebywający wciąż w Afryce Kambyzes dowiedział się o uzurpatorze, wyruszył do Persji. Zmarł jednak po drodze w niejasnych okolicznościach.
Rządy uzurpatora – Gaumaty-Bardiji – zakończyły się po sześciu miesiącach. Został on zamordowany w twierdzy Sikjawautisz w Medii przez przedstawiciela bocznej linii Achemenidów, Dariusza, który został nowym królem Persji. 
Głównym źródłem do historii uzurpatora Gaumaty jest Inskrypcja z Behistun, co jest o tyle problematyczne, że została ona stworzona przez jego mordercę, Dariusza. Dariusz twierdzi w niej, że Gaumata-Bardija był okrutnym tyranem, który mordował wszystkich, którzy znali prawdziwego Bardiję i mogli rozpoznaċ jego oszustwo. Należy jednak zauważyċ, że po zamordowaniu Gaumaty Dariusz przez kilkanaście miesięcy musiał tłumiċ bunty w różnych częściach imperium, co wskazywałoby na to, że był on władcą popularnym.
W związku z powyższym niektórzy historycy wysuwają hipotezę, że żadnego Gaumaty-Bardiji nie było, i Dariusz wraz ze spiskowcami zabił po prostu Bardiję, prawowitego dziedzica tronu Achemenidów, a następnie stworzył historyjkę o Gaumacie żeby usprawiedliwiċ swój postępek.